# Chlorophytum stolzii
Chlorophytum stolzii är en sparrisväxtart som först beskrevs av Kurt Krause, och fick sitt nu gällande namn av August Henning Weimarck. Chlorophytum stolzii ingår i släktet ampelliljor, och familjen sparrisväxter. Inga underarter finns listade i Catalogue of Life.